# Parathelypteris petelotii
Parathelypteris petelotii är en kärrbräkenväxtart som först beskrevs av Ren-Chang Ching, och fick sitt nu gällande namn av Ren-Chang Ching. Parathelypteris petelotii ingår i släktet Parathelypteris och familjen Thelypteridaceae. Inga underarter finns listade.